# Florida Gulf Coast University
Die Florida Gulf Coast University (FGCU) ist eine staatliche Universität in Fort Myers im US-Bundesstaat Florida. Gegründet wurde sie 1991. Ab dem Jahr 2020 erfasst die Volkszählung der USA sie als Census-designated place. Dieser hatte nach der Zählung im selben Jahr 3.659 Einwohner.

## Geschichte
Als neuste Universität im State University System of Florida wurde die Universität 1991 per Gesetzesbeschluss gegründet. Aufgrund der Standortwahl und Bauverzögerungen wurden die ersten Vorlesungen 1997 gehalten. Im ersten Semester der Hochschule 1991 waren 2.584 Studierende eingeschrieben.
Die Universität wurde von 1999 bis 2007 von William C. Merwin geleitet, 2007 bis 2017 von Wilson G. Bradshaw. Seit 2017 ist Michael Martin Präsident.

## Zahlen zu den Studierenden und den Dozenten
Im Herbst 2021 waren 15.971 Studierende an der FGCU eingeschrieben.
Im Herbst 2020 waren es 15.358 gewesen. Davon strebten 13.871 (90,3 %) ihren ersten Studienabschluss an, sie waren also undergraduates. Von diesen waren 56 % weiblich und 44 % männlich; 2 % bezeichneten sich als asiatisch, 7 % als schwarz/afroamerikanisch, 24 % als Hispanic/Latino und 60 % als weiß. 1.487 (9,7 %) arbeiteten auf einen weiteren Abschluss hin, sie waren graduates. Die FGCU hat über 37.000 Abschlüsse vergeben. Es lehrten 769 Dozenten an der Universität, davon 516 in Vollzeit und 253 in Teilzeit. Insgesamt hat die FGCU etwa 1.300 Angestellte.
Im Oktober 2014 waren 14.492 Studenten eingeschrieben.

## Sport
Die Sportteams der Florida Gulf Coast University werden die Eagles genannt. Die Hochschule ist Mitglied in der Atlantic Sun Conference (ASUN).